# Lozove, Petropavlivka
Lozove (în ucraineană Лозове) este localitatea de reședință a comunei Lozove din raionul Petropavlivka, regiunea Dnipropetrovsk, Ucraina.

## Demografie
Componența lingvistică a localității Lozove
     Ucraineană (96,26%)
     Rusă (3,74%)
Conform recensământului din 2001, majoritatea populației localității Lozove era vorbitoare de ucraineană (96,26%), existând în minoritate și vorbitori de rusă (3,74%).